# Friedrich von Seeckt
Friedrich von Seeckt (* 6. Oktober 1793 auf dem Rittergut Nepzin, Schwedisch-Pommern; † 8. November 1870 in Greifswald) war ein deutscher Richter und Parlamentarier.

## Leben
Friedrich von Seeckt studierte Rechtswissenschaften an der Universität Greifswald. Dort wurde er Mitglied der 1813 aus der Pomerania gegründeten Sueco-Pomerania, die sich 1815 wieder mit Pomerania vereinigte, nachdem Schwedisch-Pommern preußisch geworden war. Nach dem Studium und der Promotion zum Dr. jur. schlug er die Richterlaufbahn ein und wurde Präsident des Appellationsgerichts Greifswald. Zudem erhielt er den Charakter als Wirklicher Geheimer Oberjustizrat ausgezeichnet.
1852–1858 vertrat Seeckt als Abgeordneter den Wahlkreis Stralsund 2 im Preußischen Abgeordnetenhaus, wo er der Fraktion von Arnim angehörte.
Er war seit 1840 Ehrenritter des Johanniterordens.